# UEFA Champions League 2014-2015
La UEFA Champions League 2014-2015 è stata la 60ª edizione (la 23ª con la formula attuale) di questo torneo organizzato dall'UEFA. Il torneo è stato vinto dal Barcellona che ha battuto in finale la Juventus per 3-1. Il club spagnolo ha ottenuto il diritto a giocare la Supercoppa UEFA 2015 e a disputare la Coppa del mondo per club FIFA 2015.
Per la prima volta partecipa una squadra di Gibilterra.

## Formula

### Compagini ammesse
A questa edizione prendono parte 77 squadre di 53 delle 54 federazioni affiliate all'UEFA (è esclusa la federazione del Liechtenstein non avendo un campionato ufficiale, ma solo la Coppa Nazionale) secondo la seguente tabella:
| Posizione della federazione in base al coefficiente UEFA 2013 | Numero di squadre partecipanti |
| ------------------------------------------------------------- | ------------------------------ |
| 1-3                                                           | 4                              |
| 4-6                                                           | 3                              |
| 7-15                                                          | 2                              |
| 16-54                                                         | 1                              |

#### Ranking delle federazioni
Per l'edizione di Champions League 2014-2015 le federazioni sono allocate in base al coefficiente UEFA, che prende in considerazione le prestazioni nelle competizioni europee dalla stagione 2008-2009 alla stagione 2012-2013.
| Rank | Federazione     | Coeff. | Squadre |
| ---- | --------------- | ------ | ------- |
| 1    | Spagna          | 88,025 | 4       |
| 2    | Inghilterra     | 82,963 | 4       |
| 3    | Germania        | 79,614 | 4       |
| 4    | Italia          | 64,147 | 3       |
| 5    | Portogallo      | 59,168 | 3       |
| 6    | Francia         | 59,000 | 3       |
| 7    | Ucraina         | 49,758 | 2       |
| 8    | Russia          | 46,332 | 2       |
| 9    | Paesi Bassi     | 44,729 | 2       |
| 10   | Turchia         | 34,500 | 2       |
| 11   | Belgio          | 34,400 | 2       |
| 12   | Grecia          | 34,000 | 2       |
| 13   | Svizzera        | 28,925 | 2       |
| 14   | Cipro           | 26,833 | 2       |
| 15   | Danimarca       | 25,700 | 2       |
| 16   | Austria         | 25,375 | 1       |
| 17   | Repubblica Ceca | 23,725 | 1       |
| 18   | Romania         | 23,024 | 1       |

| Rank | Federazione          | Coeff. | Squadre |
| ---- | -------------------- | ------ | ------- |
| 19   | Israele              | 22,875 | 1       |
| 20   | Bielorussia          | 20,875 | 1       |
| 21   | Polonia              | 20,750 | 1       |
| 22   | Croazia              | 19,583 | 1       |
| 23   | Svezia               | 15,625 | 1       |
| 24   | Scozia               | 15,191 | 1       |
| 25   | Serbia               | 14,625 | 1       |
| 26   | Slovacchia           | 14,208 | 1       |
| 27   | Norvegia             | 14,175 | 1       |
| 28   | Bulgaria             | 12,250 | 1       |
| 29   | Ungheria             | 11,750 | 1       |
| 30   | Slovenia             | 7,708  | 1       |
| 31   | Georgia              | 9,166  | 1       |
| 32   | Azerbaigian          | 8,541  | 1       |
| 33   | Finlandia            | 8,508  | 1       |
| 34   | Bosnia ed Erzegovina | 7,833  | 1       |
| 35   | Moldavia             | 7,666  | 1       |
| 36   | Irlanda              | 7,375  | 1       |

| Rank | Federazione      | Coeff. | Squadre |
| ---- | ---------------- | ------ | ------- |
| 37   | Lituania         | 6,500  | 1       |
| 38   | Kazakistan       | 5,958  | 1       |
| 39   | Lettonia         | 5,791  | 1       |
| 40   | Islanda          | 5,416  | 1       |
| 41   | Montenegro       | 5,250  | 1       |
| 42   | Macedonia        | 5,250  | 1       |
| 43   | Albania          | 4,166  | 1       |
| 44   | Malta            | 3,958  | 1       |
| 45   | Liechtenstein    | 3,500  | 0       |
| 46   | Lussemburgo      | 3,375  | 1       |
| 47   | Irlanda del Nord | 3,083  | 1       |
| 48   | Galles           | 2,583  | 1       |
| 49   | Estonia          | 2,208  | 1       |
| 50   | Armenia          | 1,750  | 1       |
| 51   | Fær Øer          | 1,583  | 1       |
| 52   | San Marino       | 0,666  | 1       |
| 53   | Andorra          | 0,500  | 1       |
| 54   | Gibilterra       | 0,000  | 1       |

#### Schema dei preliminari
CAMPIONI
- Primo turno (6 squadre):
  - partecipano 6 club campioni nazionali dei Paesi con posizione 49-54.
- Secondo turno (34 squadre):
  - partecipano 3 vincitori del primo turno;
  - partecipano 31 club campioni nazionali dei Paesi con posizione 17-48 (escluso il Liechtenstein).
- Terzo turno (20 squadre):
  - partecipano 17 vincitori del secondo turno;
  - partecipano 3 club campioni nazionali dei Paesi con posizione 14-16.
- Play-off (10 squadre):
  - partecipano 10 vincitori del terzo turno "Campioni" (i 10 sconfitti del turno precedente accedono al turno di spareggi dell'UEFA Europa League 2014-2015).

PIAZZATI
- Terzo turno (10 squadre):
  - partecipano 9 club secondi nel campionato nazionale dei Paesi con posizione 7-15;
  - partecipa 1 club terzo nel campionato nazionale del Paese con posizione 6.
- Play-off (10 squadre):
  - partecipano 2 club terzi nel campionato nazionale dei Paesi con posizione 4-5;
  - partecipano 3 club quarti nel campionato nazionale del Paese con posizione 1-3;
  - partecipano 5 vincitori del primo turno "Piazzati" (i 5 sconfitti accedono al turno di spareggi dell'UEFA Europa League 2014-2015).

#### Schema delle squadre qualificate
- 5 vincitori dei Play-off "Campioni" (i 5 sconfitti accedono alla fase a gironi dell'UEFA Europa League 2014-2015).
- 5 vincitori dei Play-off "Piazzati" (i 5 sconfitti accedono alla fase a gironi dell'UEFA Europa League 2014-2015).
- 3 club terzi nel campionato nazionale dei Paesi con posizione 1-3.
- 6 club secondi nel campionato nazionale dei Paesi con posizione 1-6.
- 12 club campioni nazionali dei Paesi con posizione 1-12.
- il detentore della UEFA Champions League 2013-2014, cioè il Real Madrid , che essendo già qualificato come club giunto terzo nel campionato del paese con posizione 1, dà diritto alla partecipazione al campione nazionale del paese con posizione 13.

### Fase a gironi
Se due o più squadre di uno stesso gruppo si trovano a pari punti alla fine degli incontri della fase a gironi, sono applicati i seguenti criteri per stabilire la classifica del gruppo stesso:
1. Maggior numero di punti ottenuti negli scontri diretti della fase a gironi (classifica avulsa);
2. Migliore differenza reti ottenuta negli scontri diretti della fase a gironi (classifica avulsa);
3. Maggior numero di reti segnate complessivamente durante gli scontri diretti della fase a gironi (classifica avulsa);
4. Maggior numero di reti segnate in trasferta durante gli scontri diretti della fase a gironi (classifica avulsa);
5. In caso di più squadre a pari punti, se utilizzando i criteri dall'1 al 4 un numero inferiore di squadre rispetto a quello iniziale è ancora pari, questi criteri vengono riutilizzati considerando i soli incontri fra queste squadre;
6. Miglior differenza reti complessiva, considerando tutte le partite giocate nella fase a gironi;
7. Maggior numero di reti segnate complessivamente, considerando tutte le partite della fase a gironi;
8. Miglior coefficiente UEFA di luglio 2013.

Accederanno agli ottavi di finale le 16 squadre che concluderanno questa fase prime o seconde nel rispettivo gruppo. Le squadre classificatesi terze accederanno ai sedicesimi di finale dell'UEFA Europa League 2014-2015.

### Fase a eliminazione diretta
Gli ottavi di finale, i quarti di finale e le semifinali si disputano con gare di andata e ritorno, mentre la finale si disputa con partita unica. Tutti gli accoppiamenti del tabellone sono sorteggiati. I sorteggi si sono tenuti a Nyon: quello per gli ottavi di finale il 15 dicembre 2014, quello per i quarti di finale il 20 marzo 2015. Il 24 aprile 2015 si è tenuto il sorteggio per le semifinali.

## Date
| Fase                        | Turno            | Sorteggio               | Andata                         | Ritorno                        |
| --------------------------- | ---------------- | ----------------------- | ------------------------------ | ------------------------------ |
| Qualificazioni              | Primo turno      | 23 giugno 2014 (Nyon)   | 1-2 luglio 2014                | 8-9 luglio 2014                |
| Qualificazioni              | Secondo turno    | 23 giugno 2014 (Nyon)   | 15-16 luglio 2014              | 22-23 luglio 2014              |
| Qualificazioni              | Terzo turno      | 18 luglio 2014 (Nyon)   | 29-30 luglio 2014              | 5-6 agosto 2014                |
| Qualificazioni              | Play-off         | 8 agosto 2014 (Nyon)    | 19-20 agosto 2014              | 26-27 agosto 2014              |
| Fase a gironi               | Prima giornata   | 28 agosto 2014 (Monaco) | 16-17 settembre 2014           | 16-17 settembre 2014           |
| Fase a gironi               | Seconda giornata | 28 agosto 2014 (Monaco) | 30 settembre - 1º ottobre 2014 | 30 settembre - 1º ottobre 2014 |
| Fase a gironi               | Terza giornata   | 28 agosto 2014 (Monaco) | 21-22 ottobre 2014             | 21-22 ottobre 2014             |
| Fase a gironi               | Quarta giornata  | 28 agosto 2014 (Monaco) | 4-5 novembre 2014              | 4-5 novembre 2014              |
| Fase a gironi               | Quinta giornata  | 28 agosto 2014 (Monaco) | 25-26 novembre 2014            | 25-26 novembre 2014            |
| Fase a gironi               | Sesta giornata   | 28 agosto 2014 (Monaco) | 9-10 dicembre 2014             | 9-10 dicembre 2014             |
| Fase a eliminazione diretta | Ottavi di finale | 15 dicembre 2014 (Nyon) | 17-18 e 24-25 febbraio 2015    | 10-11 e 17-18 marzo 2015       |
| Fase a eliminazione diretta | Quarti di finale | 20 marzo 2015 (Nyon)    | 14-15 aprile 2015              | 21-22 aprile 2015              |
| Fase a eliminazione diretta | Semifinali       | 24 aprile 2015 (Nyon)   | 5-6 maggio 2015                | 12-13 maggio 2015              |
| Fase a eliminazione diretta | Finale           | 24 aprile 2015 (Nyon)   | 6 giugno 2015                  | 6 giugno 2015                  |

## Squadre partecipanti
I club sono stati ordinati in base al loro coefficiente UEFA. Accanto ad ogni club è riportata la posizione in classifica nei loro rispettivi campionati.

(*) Campione in carica.
| Fase a gironi         | Fase a gironi              | Fase a gironi         | Fase a gironi          |          |
| --------------------- | -------------------------- | --------------------- | ---------------------- | -------- |
| Real Madrid * (det.)  | Barcellona (2º)            | Bayern Monaco (1º)    | Chelsea (3º)           |          |
| Benfica (1º)          | Atlético Madrid (1º)       | Schalke 04 (3º)       | Borussia Dortmund (2º) |          |
| Juventus (1ª)         | Paris Saint-Germain (1º)   | Šachtar (1º)          | Basilea (1º)           |          |
| Manchester City (1º)  | Olympiacos (1º)            | CSKA Mosca (1º)       | Ajax (1º)              |          |
| Liverpool (2º)        | Sporting Lisbona (2º)      | Galatasaray (2°)      | Roma (2º)              |          |
| Anderlecht (1º)       | Monaco (2º)                |                       |                        |          |
| Play-off              |                            |                       |                        |          |
| Campioni              | Piazzati                   | Piazzati              | Piazzati               |          |
|                       | Arsenal (4º)               | Bayer Leverkusen (4º) | Porto (3º)             |          |
| Athletic Bilbao (4º)  | Napoli (3º)                |                       |                        |          |
| Terzo turno           |                            |                       |                        |          |
| Campioni              | Piazzati                   | Piazzati              | Piazzati               | Piazzati |
| Aalborg (1º)          | Lilla (3º)                 | Panathīnaïkos (2º)    | Copenaghen (2º)        |          |
| Salisburgo (1º)       | Zenit San Pietroburgo (2º) | Beşiktaş (3º)         | Grasshoppers (2º)      |          |
| APOEL (1º)            | Feyenoord (2º)             | Standard Liegi (2º)   | AEL Limassol (2º)      |          |
|                       | Dnipro (2º)                |                       |                        |          |
| Secondo turno         |                            |                       |                        |          |
| Maccabi Tel Aviv (1º) | Slovan Bratislava (1º)     | St. Patrick FC (1º)   | KR (1º)                |          |
| Celtic (1º)           | Strømsgodset (1º)          | Maribor (1º)          | Sutjeska (1º)          |          |
| Sparta Praga (1º)     | Partizan (2º)              | Žalgiris (1º)         | Skënderbeu (1º)        |          |
| Legia Varsavia (1º)   | Ludogorec (1º)             | Sheriff Tiraspol (1º) | Valletta (1º)          |          |
| Dinamo Zagabria (1º)  | Debrecen (1º)              | Qarabağ (1º)          | The New Saints (1º)    |          |
| Steaua Bucarest (1º)  | HJK (1º)                   | Ventspils (1º)        |                        |          |
| BATĖ Borisov (1º)     | Dinamo Tbilisi (1º)        | Rabotnički (1º)       | Cliftonville (1º)      |          |
| Malmö FF (1º)         | Zrinjski Mostar (1º)       | Aqtöbe (1º)           | F91 Dudelange (1º)     |          |
| Primo turno           |                            |                       |                        |          |
| Levadia Tallinn (1º)  | HB (1º)                    | FC Santa Coloma (1º)  |                        |          |
| Banants (1º)          | La Fiorita (1º)            | Red Imps (1º)         |                        |          |

## Preliminari
Al sorteggio dei turni preliminari, le squadre sono state divise in "teste di serie" e "non teste di serie" in base al loro ranking aggiornato a maggio 2014.

### Primo turno
6 squadre (campioni dei paesi dal 49º al 54º posto).
Teste di serie
- Levadia Tallinn CC: 4,575
- HB CC: 3,175
- FC Santa Coloma CC: 2,166

Non teste di serie
- Banants CC: 1,325
- La Fiorita CC: 0,699
- Lincoln Red Imps CC: 0,000

#### Partite
| Squadra 1        | Totale      | Squadra 2       | Andata | Ritorno |
| ---------------- | ----------- | --------------- | ------ | ------- |
| FC Santa Coloma  | 3 - 3 (gfc) | Banants         | 1 - 0  | 2 - 3   |
| Lincoln Red Imps | 3 - 6       | HB Tórshavn     | 1 - 1  | 2 - 5   |
| La Fiorita       | 0 - 8       | Levadia Tallinn | 0 - 1  | 0 - 7   |

### Secondo turno
34 squadre (31 squadre campioni dei paesi dal 17º al 48º posto escluso il Liechtenstein, 3 squadre qualificate dal primo turno preliminare).
Teste di serie
- Steaua Bucarest CC: 39,451
- Celtic CC: 36,813
- BATĖ Borisov CC: 33,725
- Sparta Praga CC: 28,870
- Dinamo Zagabria CC: 23,925
- Ludogorec CC: 18,125
- Maccabi Tel Aviv CC: 17,875
- Sheriff Tiraspol CC: 17,075
- Maribor CC: 16,200
- Legia Varsavia CC: 15,275
- Partizan CC: 14,825
- Debrecen CC: 10,325
- Slovan Bratislava CC: 8,700
- Aqtöbe CC: 8,150
- Ventspils CC: 7,750
- Qarabağ CC: 7,575
- HJK CC: 7,435

Non teste di serie
- Dinamo Tbilisi CC: 6,975
- Malmö FF CC: 6,265
- KR CC: 5,350
- F91 Dudelange CC: 4,975
- Strømsgodset CC: 4,855
- The New Saints CC: 4,850
- St Patrick's Athletic CC: 4,775
- Skënderbeu CC: 4,600
- Levadia Tallinn CC: 4,575
- Rabotnički CC: 4,550
- Valletta CC: 4,466
- Zrinjski Mostar CC: 4,000
- Cliftonville CC: 3,225
- HB CC: 3,175
- Žalgiris CC: 3,050
- Sutjeska CC: 2,450
- FC Santa Coloma CC: 2,166

#### Partite
| Squadra 1         | Totale      | Squadra 2             | Andata | Ritorno |
| ----------------- | ----------- | --------------------- | ------ | ------- |
| BATĖ Borisov      | 1 - 1 (gfc) | Skënderbeu            | 0 - 0  | 1 - 1   |
| FC Santa Coloma   | 0 - 3       | Maccabi Tel Aviv      | 0 - 1  | 0 - 2   |
| Dinamo Tbilisi    | 0 - 4       | Aqtöbe                | 0 - 1  | 0 - 3   |
| Zrinjski Mostar   | 0 - 2       | Maribor               | 0 - 0  | 0 - 2   |
| Sheriff Tiraspol  | 5 - 0       | Sutjeska              | 2 - 0  | 3 - 0   |
| Sparta Praga      | 8 - 1       | Levadia Tallinn       | 7 - 0  | 1 - 1   |
| Malmö FF          | 1 - 0       | Ventspils             | 0 - 0  | 1 - 0   |
| Slovan Bratislava | 3 - 0       | The New Saints        | 1 - 0  | 2 - 0   |
| KR                | 0 - 5       | Celtic                | 0 - 1  | 0 - 4   |
| Cliftonville      | 0 - 2       | Debrecen              | 0 - 0  | 0 - 2   |
| Partizan          | 6 - 1       | HB Tórshavn           | 3 - 0  | 3 - 1   |
| Legia Varsavia    | 6 - 1       | St Patrick's Athletic | 1 - 1  | 5 - 0   |
| Rabotnički        | 1 - 2       | HJK                   | 0 - 0  | 1 - 2   |
| Dinamo Zagabria   | 4 - 0       | Žalgiris              | 2 - 0  | 2 - 0   |
| Ludogorec         | 5 - 1       | F91 Dudelange         | 4 - 0  | 1 - 1   |
| Valletta          | 0 - 5       | Qarabağ               | 0 - 1  | 0 - 4   |
| Strømsgodset      | 0 - 3       | Steaua Bucarest       | 0 - 1  | 0 - 2   |

### Terzo turno
Il terzo turno preliminare è diviso in due differenti "percorsi": uno per le squadre campioni, uno per le squadre cosiddette "piazzate". Le perdenti di questo turno sono qualificate al turno preliminare play-off di Europa League. Le squadre "non testa di serie" qualificate dal secondo turno preliminare hanno acquisito nell'urna il posto di testa di serie della squadra battuta.

#### Campioni
20 squadre: 3 squadre campioni dei paesi dal 14º al 16º posto, 17 qualificate dal secondo turno preliminare.
Teste di serie
- Salisburgo CC: 46,185
- Steaua Bucarest CC: 39,451
- APOEL CC: 37,650
- Celtic CC: 36,813
- BATĖ Borisov CC: 33,725
- Sparta Praga CC: 28,870
- Dinamo Zagabria CC: 23,925
- Ludogorec CC: 18,125
- Maccabi Tel Aviv CC: 17,875
- Sheriff Tiraspol CC: 17,075

Non teste di serie
- Maribor CC: 16,200
- Legia Varsavia CC: 15,275
- Partizan CC: 14,825
- Debrecen CC: 10,325
- Slovan Bratislava CC: 8,700
- Aqtöbe CC: 8,150
- Qarabağ CC: 7,575
- HJK CC: 7,435
- Malmö FF CC: 6,265
- Aalborg CC: 5,260

#### Piazzate
10 squadre: 9 seconde classificate dei paesi dal 7º al 15º posto, 1 terza classificata del paese al 6º posto
Teste di serie
- Zenit San Pietroburgo CC: 73,899
- Lilla CC: 45,300
- Copenaghen CC: 45,260
- Standard Liegi CC: 38,260
- Beşiktaş CC: 32,840

Non teste di serie
- Dnipro CC: 32,193
- Panathīnaïkos CC: 30,220
- Feyenoord CC: 13,362
- Grasshoppers CC: 9,645
- AEL Limassol CC: 7,650

#### Partite
| Squadra 1         | Totale      | Squadra 2             | Andata   | Ritorno      |          |
| Campioni          | Campioni    | Campioni              | Campioni | Campioni     | Campioni |
| ----------------- | ----------- | --------------------- | -------- | ------------ | -------- |
| Qarabağ           | 2 - 3       | Salisburgo            | 2 - 1    | 0 - 2        |          |
| Debrecen          | 2 - 3       | BATĖ Borisov          | 1 - 0    | 1 - 3        |          |
| Slovan Bratislava | 2 - 1       | Sheriff Tiraspol      | 2 - 1    | 0 - 0        |          |
| Aalborg           | 2 - 1       | Dinamo Zagabria       | 0 - 1    | 2 - 0        |          |
| Legia Varsavia    | 4 - 4 (gfc) | Celtic                | 4 - 1    | 0 - 3 (tav.) |          |
| Aqtöbe            | 3 - 4       | Steaua Bucarest       | 2 - 2    | 1 - 2        |          |
| Maribor           | 3 - 2       | Maccabi Tel Aviv      | 1 - 0    | 2 - 2        |          |
| HJK               | 2 - 4       | APOEL                 | 2 - 2    | 0 - 2        |          |
| Sparta Praga      | 4 - 4 (gfc) | Malmö FF              | 4 - 2    | 0 - 2        |          |
| Ludogorec         | 2 - 2 (gfc) | Partizan              | 0 - 0    | 2 - 2        |          |
| Piazzate          |             |                       |          |              |          |
| AEL Limassol      | 1 - 3       | Zenit San Pietroburgo | 1 - 0    | 0 - 3        |          |
| Dnipro            | 0 - 2       | Copenaghen            | 0 - 0    | 0 - 2        |          |
| Feyenoord         | 2 - 5       | Beşiktaş              | 1 - 2    | 1 - 3        |          |
| Grasshoppers      | 1 - 3       | Lilla                 | 0 - 2    | 1 - 1        |          |
| Standard Liegi    | 2 - 1       | Panathīnaïkos         | 0 - 0    | 2 - 1        |          |

## Play-off
Il turno di play-off è anch'esso diviso in due percorsi: uno per le squadre Campioni, uno per le squadre Piazzate. Le squadre perdenti questo turno saranno ammesse alla fase a gironi dell'UEFA Europa League.

### Campioni
10 squadre: le dieci qualificate dal terzo turno preliminare.
Teste di serie
- Salisburgo CC: 46,185
- Steaua Bucarest CC: 39,451
- APOEL CC: 37,650
- Celtic CC: 36,813
- BATĖ Borisov CC: 33,725

Non teste di serie
- Ludogorec CC: 18,125
- Maribor CC: 16,200
- Slovan Bratislava CC: 8,700
- Malmö FF CC: 6,265
- Aalborg CC: 5,260

### Piazzate
10 squadre: 2 terze classificate dei paesi dal 4º al 5º posto, 3 quarte classificate dei paesi dal 1º al 3º posto, 5 squadre qualificate dal terzo turno preliminare del percorso "Piazzate".
Teste di serie
- Arsenal CC: 112,949
- Porto CC: 105,459
- Zenit San Pietroburgo CC: 73,899
- Bayer Leverkusen CC: 70,328
- Napoli CC: 61,387

Non teste di serie
- Athletic Bilbao CC: 54,542
- Lilla CC: 45,300
- Copenaghen CC: 45,260
- Standard Liegi CC: 38,260
- Beşiktaş CC: 32,840

### Partite
| Squadra 1         | Totale          | Squadra 2             | Andata   | Ritorno  |          |
| Campioni          | Campioni        | Campioni              | Campioni | Campioni | Campioni |
| ----------------- | --------------- | --------------------- | -------- | -------- | -------- |
| Maribor           | 2 - 1           | Celtic                | 1 - 1    | 1 - 0    |          |
| Salisburgo        | 2 - 4           | Malmö FF              | 2 - 1    | 0 - 3    |          |
| Aalborg           | 1 - 5           | APOEL                 | 1 - 1    | 0 - 4    |          |
| Steaua Bucarest   | 1 - 1 (5-6 dtr) | Ludogorec             | 1 - 0    | 0 - 1    |          |
| Slovan Bratislava | 1 - 4           | BATĖ Borisov          | 1 - 1    | 0 - 3    |          |
| Piazzate          |                 |                       |          |          |          |
| Beşiktaş          | 0 - 1           | Arsenal               | 0 - 0    | 0 - 1    |          |
| Standard Liegi    | 0 - 4           | Zenit San Pietroburgo | 0 - 1    | 0 - 3    |          |
| Copenaghen        | 2 - 7           | Bayer Leverkusen      | 2 - 3    | 0 - 4    |          |
| Lilla             | 0 - 3           | Porto                 | 0 - 1    | 0 - 2    |          |
| Napoli            | 2 - 4           | Athletic Bilbao       | 1 - 1    | 1 - 3    |          |

## Fase a gironi
Per stabilire la composizione degli otto gruppi, le squadre qualificate sono state suddivise in quattro fasce in base al ranking UEFA 2013-2014.
In fase di sorteggio, ogni gruppo è stato formato da una testa di serie più altre tre squadre ciascuna appartenente a una fascia diversa. Non possono incontrarsi nello stesso gruppo squadre provenienti dalla stessa nazione. Non possono neanche sfidarsi lo Šachtar e le due squadre russe, ovvero lo Zenit San Pietroburgo e il CSKA Mosca, a causa della difficile situazione nei due stati.
I gironi, sorteggiati al Grimaldi Forum di Montecarlo il 28 agosto 2014, sono i seguenti:
| Gruppo | Fascia 1        | Fascia 2              | Fascia 3         | Fascia 4     |
| ------ | --------------- | --------------------- | ---------------- | ------------ |
| A      | Atlético Madrid | Juventus              | Olympiacos       | Malmö FF     |
| B      | Real Madrid     | Basilea               | Liverpool        | Ludogorec    |
| C      | Benfica         | Zenit San Pietroburgo | Bayer Leverkusen | Monaco       |
| D      | Arsenal         | Borussia Dortmund     | Galatasaray      | Anderlecht   |
| E      | Bayern Monaco   | Manchester City       | CSKA Mosca       | Roma         |
| F      | Barcellona      | Paris Saint-Germain   | Ajax             | APOEL        |
| G      | Chelsea         | Schalke 04            | Sporting Lisbona | Maribor      |
| H      | Porto           | Šachtar               | Athletic Bilbao  | BATĖ Borisov |

### Gruppo A
| Squadra         | P.ti | G | V | P | S | GF | GS | DG  |
| --------------- | ---- | - | - | - | - | -- | -- | --- |
| Atlético Madrid | 13   | 6 | 4 | 1 | 1 | 14 | 3  | +11 |
| Juventus        | 10   | 6 | 3 | 1 | 2 | 7  | 4  | +3  |
| Olympiacos      | 9    | 6 | 3 | 0 | 3 | 10 | 13 | -3  |
| Malmö FF        | 3    | 6 | 1 | 0 | 5 | 4  | 15 | -11 |

| 1ª giornata     |     |                 |
| Olympiacos      | 3–2 | Atlético Madrid |
| Juventus        | 2–0 | Malmö FF        |
| 2ª giornata     |     |                 |
| Malmö FF        | 2–0 | Olympiacos      |
| Atlético Madrid | 1–0 | Juventus        |
| 3ª giornata     |     |                 |
| Atlético Madrid | 5–0 | Malmö FF        |
| Olympiacos      | 1–0 | Juventus        |
| 4ª giornata     |     |                 |
| Malmö FF        | 0–2 | Atlético Madrid |
| Juventus        | 3–2 | Olympiacos      |
| 5ª giornata     |     |                 |
| Atlético Madrid | 4–0 | Olympiacos      |
| Malmö FF        | 0–2 | Juventus        |
| 6ª giornata     |     |                 |
| Olympiacos      | 4–2 | Malmö FF        |
| Juventus        | 0–0 | Atlético Madrid |

- Atlético Madrid e   Juventus qualificate agli ottavi di finale
- Olympiacos qualificata ai sedicesimi di UEFA Europa League 2014-2015

### Gruppo B
| Squadra     | P.ti | G | V | P | S | GF | GS | DG  |
| ----------- | ---- | - | - | - | - | -- | -- | --- |
| Real Madrid | 18   | 6 | 6 | 0 | 0 | 16 | 2  | +14 |
| Basilea     | 7    | 6 | 2 | 1 | 3 | 7  | 8  | -1  |
| Liverpool   | 5    | 6 | 1 | 2 | 3 | 5  | 9  | -4  |
| Ludogorec   | 4    | 6 | 1 | 1 | 4 | 5  | 14 | -9  |

| 1ª giornata |     |             |
| Liverpool   | 2–1 | Ludogorec   |
| Real Madrid | 5–1 | Basilea     |
| 2ª giornata |     |             |
| Basilea     | 1–0 | Liverpool   |
| Ludogorec   | 1–2 | Real Madrid |
| 3ª giornata |     |             |
| Ludogorec   | 1–0 | Basilea     |
| Liverpool   | 0–3 | Real Madrid |
| 4ª giornata |     |             |
| Basilea     | 4–0 | Ludogorec   |
| Real Madrid | 1–0 | Liverpool   |
| 5ª giornata |     |             |
| Ludogorec   | 2–2 | Liverpool   |
| Basilea     | 0–1 | Real Madrid |
| 6ª giornata |     |             |
| Liverpool   | 1–1 | Basilea     |
| Real Madrid | 4–0 | Ludogorec   |

- Real Madrid e   Basilea qualificate agli ottavi di finale
- Liverpool qualificata ai sedicesimi di UEFA Europa League 2014-2015

### Gruppo C
| Squadra               | P.ti | G | V | P | S | GF | GS | DG |
| --------------------- | ---- | - | - | - | - | -- | -- | -- |
| Monaco                | 11   | 6 | 3 | 2 | 1 | 4  | 1  | +3 |
| Bayer Leverkusen      | 10   | 6 | 3 | 1 | 2 | 7  | 4  | +3 |
| Zenit San Pietroburgo | 7    | 6 | 2 | 1 | 3 | 4  | 6  | -2 |
| Benfica               | 5    | 6 | 1 | 2 | 3 | 2  | 6  | -4 |

| 1ª giornata           |     |                       |
| Monaco                | 1–0 | Bayer Leverkusen      |
| Benfica               | 0–2 | Zenit San Pietroburgo |
| 2ª giornata           |     |                       |
| Zenit San Pietroburgo | 0–0 | Monaco                |
| Bayer Leverkusen      | 3–1 | Benfica               |
| 3ª giornata           |     |                       |
| Bayer Leverkusen      | 2–0 | Zenit San Pietroburgo |
| Monaco                | 0–0 | Benfica               |
| 4ª giornata           |     |                       |
| Zenit San Pietroburgo | 1–2 | Bayer Leverkusen      |
| Benfica               | 1–0 | Monaco                |
| 5ª giornata           |     |                       |
| Zenit San Pietroburgo | 1–0 | Benfica               |
| Bayer Leverkusen      | 0–1 | Monaco                |
| 6ª giornata           |     |                       |
| Monaco                | 2–0 | Zenit San Pietroburgo |
| Benfica               | 0–0 | Bayer Leverkusen      |

- Monaco e   Bayer Leverkusen qualificate agli ottavi di finale
- Zenit San Pietroburgo qualificata ai sedicesimi di UEFA Europa League 2014-2015

### Gruppo D
| Squadra           | P.ti | G | V | P | S | GF | GS | DG  |
| ----------------- | ---- | - | - | - | - | -- | -- | --- |
| Borussia Dortmund | 13   | 6 | 4 | 1 | 1 | 14 | 4  | +10 |
| Arsenal           | 13   | 6 | 4 | 1 | 1 | 15 | 8  | +7  |
| Anderlecht        | 6    | 6 | 1 | 3 | 2 | 8  | 10 | -2  |
| Galatasaray       | 1    | 6 | 0 | 1 | 5 | 4  | 19 | -15 |

| 1ª giornata       |     |                   |
| Galatasaray       | 1–1 | Anderlecht        |
| Borussia Dortmund | 2–0 | Arsenal           |
| 2ª giornata       |     |                   |
| Arsenal           | 4–1 | Galatasaray       |
| Anderlecht        | 0–3 | Borussia Dortmund |
| 3ª giornata       |     |                   |
| Anderlecht        | 1–2 | Arsenal           |
| Galatasaray       | 0–4 | Borussia Dortmund |
| 4ª giornata       |     |                   |
| Arsenal           | 3–3 | Anderlecht        |
| Borussia Dortmund | 4–1 | Galatasaray       |
| 5ª giornata       |     |                   |
| Anderlecht        | 2–0 | Galatasaray       |
| Arsenal           | 2–0 | Borussia Dortmund |
| 6ª giornata       |     |                   |
| Galatasaray       | 1–4 | Arsenal           |
| Borussia Dortmund | 1–1 | Anderlecht        |

- Borussia Dortmund e   Arsenal qualificate agli ottavi di finale
- Anderlecht qualificata ai sedicesimi di UEFA Europa League 2014-2015

### Gruppo E
| Squadra         | P.ti | G | V | P | S | GF | GS | DG  |
| --------------- | ---- | - | - | - | - | -- | -- | --- |
| Bayern Monaco   | 15   | 6 | 5 | 0 | 1 | 16 | 4  | +12 |
| Manchester City | 8    | 6 | 2 | 2 | 2 | 9  | 8  | +1  |
| Roma            | 5    | 6 | 1 | 2 | 3 | 8  | 14 | -6  |
| CSKA Mosca      | 5    | 6 | 1 | 2 | 3 | 6  | 13 | -7  |

| 1ª giornata     |     |                 |
| Roma            | 5–1 | CSKA Mosca      |
| Bayern Monaco   | 1–0 | Manchester City |
| 2ª giornata     |     |                 |
| CSKA Mosca      | 0–1 | Bayern Monaco   |
| Manchester City | 1–1 | Roma            |
| 3ª giornata     |     |                 |
| CSKA Mosca      | 2–2 | Manchester City |
| Roma            | 1–7 | Bayern Monaco   |
| 4ª giornata     |     |                 |
| Manchester City | 1–2 | CSKA Mosca      |
| Bayern Monaco   | 2–0 | Roma            |
| 5ª giornata     |     |                 |
| CSKA Mosca      | 1–1 | Roma            |
| Manchester City | 3–2 | Bayern Monaco   |
| 6ª giornata     |     |                 |
| Roma            | 0–2 | Manchester City |
| Bayern Monaco   | 3–0 | CSKA Mosca      |

- Bayern Monaco e   Manchester City qualificate agli ottavi di finale
- Roma qualificata ai sedicesimi di UEFA Europa League 2014-2015

### Gruppo F
| Squadra             | P.ti | G | V | P | S | GF | GS | DG  |
| ------------------- | ---- | - | - | - | - | -- | -- | --- |
| Barcellona          | 15   | 6 | 5 | 0 | 1 | 15 | 5  | +10 |
| Paris Saint-Germain | 13   | 6 | 4 | 1 | 1 | 10 | 7  | +3  |
| Ajax                | 5    | 6 | 1 | 2 | 3 | 8  | 10 | -2  |
| APOEL               | 1    | 6 | 0 | 1 | 5 | 1  | 12 | -11 |

| 1ª giornata         |     |                     |
| Barcellona          | 1–0 | APOEL               |
| Ajax                | 1–1 | Paris Saint-Germain |
| 2ª giornata         |     |                     |
| Paris Saint-Germain | 3–2 | Barcellona          |
| APOEL               | 1–1 | Ajax                |
| 3ª giornata         |     |                     |
| APOEL               | 0–1 | Paris Saint-Germain |
| Barcellona          | 3–1 | Ajax                |
| 4ª giornata         |     |                     |
| Paris Saint-Germain | 1–0 | APOEL               |
| Ajax                | 0–2 | Barcellona          |
| 5ª giornata         |     |                     |
| APOEL               | 0–4 | Barcellona          |
| Paris Saint-Germain | 3–1 | Ajax                |
| 6ª giornata         |     |                     |
| Barcellona          | 3–1 | Paris Saint-Germain |
| Ajax                | 4–0 | APOEL               |

- Barcellona e   Paris Saint-Germain qualificate agli ottavi di finale
- Ajax qualificato ai sedicesimi di UEFA Europa League 2014-2015

### Gruppo G
| Squadra          | P.ti | G | V | P | S | GF | GS | DG  |
| ---------------- | ---- | - | - | - | - | -- | -- | --- |
| Chelsea          | 14   | 6 | 4 | 2 | 0 | 17 | 3  | +14 |
| Schalke 04       | 8    | 6 | 2 | 2 | 2 | 9  | 14 | -5  |
| Sporting Lisbona | 7    | 6 | 2 | 1 | 3 | 12 | 12 | 0   |
| Maribor          | 3    | 6 | 0 | 3 | 3 | 4  | 13 | -9  |

| 1ª giornata      |     |                  |
| Chelsea          | 1–1 | Schalke 04       |
| Maribor          | 1–1 | Sporting Lisbona |
| 2ª giornata      |     |                  |
| Sporting Lisbona | 0–1 | Chelsea          |
| Schalke 04       | 1–1 | Maribor          |
| 3ª giornata      |     |                  |
| Schalke 04       | 4–3 | Sporting Lisbona |
| Chelsea          | 6–0 | Maribor          |
| 4ª giornata      |     |                  |
| Sporting Lisbona | 4–2 | Schalke 04       |
| Maribor          | 1–1 | Chelsea          |
| 5ª giornata      |     |                  |
| Schalke 04       | 0–5 | Chelsea          |
| Sporting Lisbona | 3–1 | Maribor          |
| 6ª giornata      |     |                  |
| Chelsea          | 3–1 | Sporting Lisbona |
| Maribor          | 0–1 | Schalke 04       |

- Chelsea e   Schalke 04 qualificate agli ottavi di finale
- Sporting Lisbona qualificata ai sedicesimi di UEFA Europa League 2014-2015

### Gruppo H
| Squadra         | P.ti | G | V | P | S | GF | GS | DG  |
| --------------- | ---- | - | - | - | - | -- | -- | --- |
| Porto           | 14   | 6 | 4 | 2 | 0 | 16 | 4  | +12 |
| Šachtar         | 9    | 6 | 2 | 3 | 1 | 15 | 4  | +11 |
| Athletic Bilbao | 7    | 6 | 2 | 1 | 3 | 5  | 6  | -1  |
| BATĖ Borisov    | 3    | 6 | 1 | 0 | 5 | 2  | 24 | -22 |

| 1ª giornata     |     |                 |
| Porto           | 6–0 | BATĖ Borisov    |
| Athletic Bilbao | 0–0 | Šachtar         |
| 2ª giornata     |     |                 |
| Šachtar         | 2–2 | Porto           |
| BATĖ Borisov    | 2–1 | Athletic Bilbao |
| 3ª giornata     |     |                 |
| BATĖ Borisov    | 0–7 | Šachtar         |
| Porto           | 2–1 | Athletic Bilbao |
| 4ª giornata     |     |                 |
| Šachtar         | 5–0 | BATĖ Borisov    |
| Athletic Bilbao | 0–2 | Porto           |
| 5ª giornata     |     |                 |
| BATĖ Borisov    | 0–3 | Porto           |
| Šachtar         | 0–1 | Athletic Bilbao |
| 6ª giornata     |     |                 |
| Porto           | 1–1 | Šachtar         |
| Athletic Bilbao | 2–0 | BATĖ Borisov    |

- Porto e   Šachtar qualificate agli ottavi di finale
- Athletic Bilbao qualificato ai sedicesimi di UEFA Europa League 2014-2015

## Fase a eliminazione diretta

### Tabellone
|  | Ottavi di finale                | Ottavi di finale | Ottavi di finale | Ottavi di finale |   |                     | Quarti di finale | Quarti di finale | Quarti di finale | Quarti di finale |  |            | Semifinali | Semifinali | Semifinali | Semifinali |          |   | Finale | Finale |
|  |                                 |                  |                  |                  |   |                     |                  |                  |                  |                  |  |            |            |            |            |            |          |   |        |        |
|  | Juventus                        | 2                | 3                | 5                |   |                     |                  |                  |                  |                  |  |            |            |            |            |            |          |   |        |        |
|  | Borussia Dortmund               | 1                | 0                | 1                |   |                     |                  |                  |                  |                  |  |            |            |            |            |            |          |   |        |        |
|  | Borussia Dortmund               | 1                | 0                | 1                |   | Juventus            | 1                | 0                | 1                |                  |  |            |            |            |            |            |          |   |        |        |
|  |                                 |                  |                  |                  |   | Juventus            | 1                | 0                | 1                |                  |  |            |            |            |            |            |          |   |        |        |
|  |                                 | Monaco           | 0                | 0                | 0 |                     |                  |                  |                  |                  |  |            |            |            |            |            |          |   |        |        |
|  | Arsenal                         | Monaco           | 0                | 0                | 0 | 1                   | 2                | 3                |                  |                  |  |            |            |            |            |            |          |   |        |        |
|  | Arsenal                         |                  |                  |                  |   | 1                   | 2                | 3                |                  |                  |  |            |            |            |            |            |          |   |        |        |
|  | Monaco (gfc)                    | 3                | 0                | 3                |   |                     |                  |                  |                  |                  |  |            |            |            |            |            |          |   |        |        |
|  | Monaco (gfc)                    | 3                | 0                | 3                |   |                     |                  |                  |                  |                  |  | Juventus   | 2          | 1          | 3          |            |          |   |        |        |
|  |                                 |                  |                  |                  |   |                     |                  |                  |                  |                  |  | Juventus   | 2          | 1          | 3          |            |          |   |        |        |
|  |                                 | Real Madrid      | 1                | 1                | 2 |                     |                  |                  |                  |                  |  |            |            |            |            |            |          |   |        |        |
|  | Bayer Leverkusen                | Real Madrid      | 1                | 1                | 2 | 1                   | 0                | 1 (2)            |                  |                  |  |            |            |            |            |            |          |   |        |        |
|  | Bayer Leverkusen                |                  |                  |                  |   | 1                   | 0                | 1 (2)            |                  |                  |  |            |            |            |            |            |          |   |        |        |
|  | Atlético Madrid (dtr)           | 0                | 1                | 1 (3)            |   |                     |                  |                  |                  |                  |  |            |            |            |            |            |          |   |        |        |
|  | Atlético Madrid (dtr)           | 0                | 1                | 1 (3)            |   | Atlético Madrid     | 0                | 0                | 0                |                  |  |            |            |            |            |            |          |   |        |        |
|  |                                 |                  |                  |                  |   | Atlético Madrid     | 0                | 0                | 0                |                  |  |            |            |            |            |            |          |   |        |        |
|  |                                 | Real Madrid      | 0                | 1                | 1 |                     |                  |                  |                  |                  |  |            |            |            |            |            |          |   |        |        |
|  | Schalke 04                      | Real Madrid      | 0                | 1                | 1 | 0                   | 4                | 4                |                  |                  |  |            |            |            |            |            |          |   |        |        |
|  | Schalke 04                      |                  |                  |                  |   | 0                   | 4                | 4                |                  |                  |  |            |            |            |            |            |          |   |        |        |
|  | Real Madrid                     | 2                | 3                | 5                |   |                     |                  |                  |                  |                  |  |            |            |            |            |            |          |   |        |        |
|  | Real Madrid                     | 2                | 3                | 5                |   |                     |                  |                  |                  |                  |  |            |            |            |            |            | Juventus | 1 |        |        |
|  |                                 |                  |                  |                  |   |                     |                  |                  |                  |                  |  |            |            |            |            |            |          | 1 |        |        |
|  |                                 | Barcellona       | 3                |                  |   |                     |                  |                  |                  |                  |  |            |            |            |            |            |          |   |        |        |
|  | Paris Saint-Germain (dts) (gfc) | Barcellona       | 3                | 1                | 2 | 3                   |                  |                  |                  |                  |  |            |            |            |            |            |          |   |        |        |
|  | Paris Saint-Germain (dts) (gfc) |                  |                  | 1                | 2 | 3                   |                  |                  |                  |                  |  |            |            |            |            |            |          |   |        |        |
|  | Chelsea                         | 1                | 2                | 3                |   |                     |                  |                  |                  |                  |  |            |            |            |            |            |          |   |        |        |
|  | Chelsea                         | 1                | 2                | 3                |   | Paris Saint-Germain | 1                | 0                | 1                |                  |  |            |            |            |            |            |          |   |        |        |
|  |                                 |                  |                  |                  |   | Paris Saint-Germain | 1                | 0                | 1                |                  |  |            |            |            |            |            |          |   |        |        |
|  |                                 | Barcellona       | 3                | 2                | 5 |                     |                  |                  |                  |                  |  |            |            |            |            |            |          |   |        |        |
|  | Manchester City                 | Barcellona       | 3                | 2                | 5 | 1                   | 0                | 1                |                  |                  |  |            |            |            |            |            |          |   |        |        |
|  | Manchester City                 |                  |                  |                  |   | 1                   | 0                | 1                |                  |                  |  |            |            |            |            |            |          |   |        |        |
|  | Barcellona                      | 2                | 1                | 3                |   |                     |                  |                  |                  |                  |  |            |            |            |            |            |          |   |        |        |
|  | Barcellona                      | 2                | 1                | 3                |   |                     |                  |                  |                  |                  |  | Barcellona | 3          | 2          | 5          |            |          |   |        |        |
|  |                                 |                  |                  |                  |   |                     |                  |                  |                  |                  |  | Barcellona | 3          | 2          | 5          |            |          |   |        |        |
|  |                                 | Bayern Monaco    | 0                | 3                | 3 |                     |                  |                  |                  |                  |  |            |            |            |            |            |          |   |        |        |
|  | Basilea                         | Bayern Monaco    | 0                | 3                | 3 | 1                   | 0                | 1                |                  |                  |  |            |            |            |            |            |          |   |        |        |
|  | Basilea                         |                  |                  |                  |   | 1                   | 0                | 1                |                  |                  |  |            |            |            |            |            |          |   |        |        |
|  | Porto                           | 1                | 4                | 5                |   |                     |                  |                  |                  |                  |  |            |            |            |            |            |          |   |        |        |
|  | Porto                           | 1                | 4                | 5                |   | Porto               | 3                | 1                | 4                |                  |  |            |            |            |            |            |          |   |        |        |
|  |                                 |                  |                  |                  |   | Porto               | 3                | 1                | 4                |                  |  |            |            |            |            |            |          |   |        |        |
|  |                                 | Bayern Monaco    | 1                | 6                | 7 |                     |                  |                  |                  |                  |  |            |            |            |            |            |          |   |        |        |
|  | Šachtar                         | Bayern Monaco    | 1                | 6                | 7 | 0                   | 0                | 0                |                  |                  |  |            |            |            |            |            |          |   |        |        |
|  | Šachtar                         |                  |                  |                  |   | 0                   | 0                | 0                |                  |                  |  |            |            |            |            |            |          |   |        |        |
|  | Bayern Monaco                   | 0                | 7                | 7                |   |                     |                  |                  |                  |                  |  |            |            |            |            |            |          |   |        |        |

### Ottavi di finale

#### Sorteggio
Il sorteggio si è tenuto alle 12 CET del 15 dicembre a Nyon.
| Gruppo | Testa di serie    | Non testa di serie  |
| ------ | ----------------- | ------------------- |
| A      | Atlético Madrid   | Juventus            |
| B      | Real Madrid       | Basilea             |
| C      | Monaco            | Bayer Leverkusen    |
| D      | Borussia Dortmund | Arsenal             |
| E      | Bayern Monaco     | Manchester City     |
| F      | Barcellona        | Paris Saint-Germain |
| G      | Chelsea           | Schalke 04          |
| H      | Porto             | Šachtar             |

#### Tabella riassuntiva
| Squadra 1           | Totale          | Squadra 2         | Andata | Ritorno     |
| ------------------- | --------------- | ----------------- | ------ | ----------- |
| Paris Saint-Germain | 3 - 3 (gfc)     | Chelsea           | 1 - 1  | 2 - 2 (dts) |
| Šachtar             | 0 - 7           | Bayern Monaco     | 0 - 0  | 0 - 7       |
| Schalke 04          | 4 - 5           | Real Madrid       | 0 - 2  | 4 - 3       |
| Basilea             | 1 - 5           | Porto             | 1 - 1  | 0 - 4       |
| Manchester City     | 1 - 3           | Barcellona        | 1 - 2  | 0 - 1       |
| Juventus            | 5 - 1           | Borussia Dortmund | 2 - 1  | 3 - 0       |
| Bayer Leverkusen    | 1 - 1 (2-3 dtr) | Atlético Madrid   | 1 - 0  | 0 - 1       |
| Arsenal             | 3 - 3 (gfc)     | Monaco            | 1 - 3  | 2 - 0       |

### Quarti di finale

#### Sorteggio
Il sorteggio si è tenuto il 20 marzo a Nyon alle 12:00 (CET).
| Squadre             |
| ------------------- |
| Atlético Madrid     |
| Barcellona          |
| Bayern Monaco       |
| Juventus            |
| Monaco              |
| Porto               |
| Paris Saint-Germain |
| Real Madrid         |

#### Tabella riassuntiva
| Squadra 1           | Totale | Squadra 2     | Andata | Ritorno |
| ------------------- | ------ | ------------- | ------ | ------- |
| Atlético Madrid     | 0 - 1  | Real Madrid   | 0 - 0  | 0 - 1   |
| Juventus            | 1 - 0  | Monaco        | 1 - 0  | 0 - 0   |
| Porto               | 4 - 7  | Bayern Monaco | 3 - 1  | 1 - 6   |
| Paris Saint-Germain | 1 - 5  | Barcellona    | 1 - 3  | 0 - 2   |

### Semifinali

#### Sorteggio
Il sorteggio si è tenuto il 24 aprile a Nyon alle 12:00 (CET). Per ragioni amministrative, dopo aver stabilito gli accoppiamenti delle squadre, un ulteriore sorteggio ha stabilito quale vincitrice delle due semifinali giocherà in casa la finale di Berlino.
| Squadre       |
| ------------- |
| Barcellona    |
| Bayern Monaco |
| Juventus      |
| Real Madrid   |

#### Tabella riassuntiva
| Squadra 1  | Totale | Squadra 2     | Andata | Ritorno |
| ---------- | ------ | ------------- | ------ | ------- |
| Barcellona | 5 - 3  | Bayern Monaco | 3 - 0  | 2 - 3   |
| Juventus   | 3 - 2  | Real Madrid   | 2 - 1  | 1 - 1   |

### Finale
| Arbitro: | Cüneyt Çakır |

|            |           |                                    |
| Morata 55’ | Marcatori | 4’ Rakitić 68’ Suárez 90+7’ Neymar |

| Juventus | Barcellona |

| Juventus (4-3-1-2)   | Juventus (4-3-1-2) | Juventus (4-3-1-2)   | Juventus (4-3-1-2) |     |
| -------------------- | ------------------ | -------------------- | ------------------ | --- |
| P                    | 1                  | Gianluigi Buffon (c) |                    |     |
| D                    | 26                 | Stephan Lichtsteiner |                    |     |
| D                    | 15                 | Andrea Barzagli      |                    |     |
| D                    | 19                 | Leonardo Bonucci     |                    |     |
| D                    | 33                 | Patrice Evra         |                    | 89’ |
| C                    | 8                  | Claudio Marchisio    |                    |     |
| C                    | 21                 | Andrea Pirlo         |                    |     |
| C                    | 6                  | Paul Pogba           | 41’                |     |
| C                    | 23                 | Arturo Vidal         | 11’                | 79’ |
| A                    | 10                 | Carlos Tévez         |                    |     |
| A                    | 9                  | Álvaro Morata        |                    | 85’ |
| Panchina:            |                    |                      |                    |     |
| P                    | 30                 | Marco Storari        |                    |     |
| D                    | 5                  | Angelo Ogbonna       |                    |     |
| C                    | 20                 | Simone Padoin        |                    |     |
| C                    | 37                 | Roberto Pereyra      |                    | 79’ |
| C                    | 27                 | Stefano Sturaro      |                    |     |
| A                    | 11                 | Kingsley Coman       |                    | 89’ |
| A                    | 14                 | Fernando Llorente    |                    | 85’ |
| Allenatore:          |                    |                      |                    |     |
| Massimiliano Allegri |                    |                      |                    |     |

| Barcellona (4-3-3) | Barcellona (4-3-3) | Barcellona (4-3-3)    | Barcellona (4-3-3) |       |
| ------------------ | ------------------ | --------------------- | ------------------ | ----- |
| P                  | 1                  | Marc-André ter Stegen |                    |       |
| D                  | 22                 | Dani Alves            |                    |       |
| D                  | 3                  | Gerard Piqué          |                    |       |
| D                  | 14                 | Javier Mascherano     |                    |       |
| D                  | 18                 | Jordi Alba            |                    |       |
| C                  | 4                  | Ivan Rakitić          |                    | 90+1’ |
| C                  | 5                  | Sergio Busquets       |                    |       |
| C                  | 8                  | Andrés Iniesta (c)    |                    | 78’   |
| A                  | 10                 | Lionel Messi          |                    |       |
| A                  | 9                  | Luis Suárez           | 70’                | 90+6’ |
| A                  | 11                 | Neymar                |                    |       |
| Panchina:          |                    |                       |                    |       |
| P                  | 13                 | Claudio Bravo         |                    |       |
| D                  | 24                 | Jérémy Mathieu        |                    | 90+1’ |
| D                  | 15                 | Marc Bartra           |                    |       |
| D                  | 21                 | Adriano               |                    |       |
| C                  | 6                  | Xavi                  |                    | 78’   |
| C                  | 12                 | Rafinha               |                    |       |
| A                  | 7                  | Pedro                 |                    | 90+6’ |
| Allenatore:        |                    |                       |                    |       |
| Luis Enrique       |                    |                       |                    |       |

| Uomo partita: Andrés Iniesta (Barcellona) |

## Classifica marcatori
Sono escluse le gare dei turni preliminari.
| Gol |  | Minuti giocati | Giocatore           | Squadra             |
| --- |  | -------------- | ------------------- | ------------------- |
| 10  |  | 1026'          | Neymar              | Barcellona          |
| 10  |  | 1065'          | Cristiano Ronaldo   | Real Madrid         |
| 10  |  | 1147'          | Lionel Messi        | Barcellona          |
| 9   |  | 628'           | Luiz Adriano        | Šachtar             |
| 7   |  | 629'           | Jackson Martínez    | Porto               |
| 7   |  | 777'           | Thomas Müller       | Bayern Monaco       |
| 7   |  | 827'           | Luis Suárez         | Barcellona          |
| 7   |  | 1156'          | Carlos Tévez        | Juventus            |
| 6   |  | 550'           | Sergio Agüero       | Manchester City     |
| 6   |  | 597'           | Karim Benzema       | Real Madrid         |
| 6   |  | 920'           | Edinson Cavani      | Paris Saint-Germain |
| 6   |  | 932'           | Robert Lewandowski  | Bayern Monaco       |
| 5   |  | 663'           | Klaas-Jan Huntelaar | Schalke 04          |
| 5   |  | 682'           | Yacine Brahimi      | Porto               |
| 5   |  | 744'           | Álvaro Morata       | Juventus            |
| 5   |  | 832'           | Mario Mandžukić     | Atlético Madrid     |
| 4   |  | 444'           | Ciro Immobile       | Borussia Dortmund   |

## Classifica assist
| Assist | Minuti giocati | Giocatore               | Squadra         |
| ------ | -------------- | ----------------------- | --------------- |
| 6      | 1147'          | Lionel Messi            | Barcellona      |
| 4      | 696'           | Cesc Fàbregas           | Chelsea         |
| 4      | 833'           | Koke                    | Atlético Madrid |
| 4      | 1065'          | Cristiano Ronaldo       | Real Madrid     |
| 3      | 391'           | Pajtim Kasami           | Olympiacos      |
| 3      | 654'           | Eden Hazard             | Chelsea         |
| 3      | 670'           | Fabian Frei             | Basilea         |
| 3      | 685'           | Yacine Brahimi          | Porto           |
| 3      | 777'           | Thomas Müller           | Bayern Monaco   |
| 3      | 789'           | Héctor Herrera          | Porto           |
| 3      | 827'           | Luis Suárez             | Barcellona      |
| 3      | 932'           | Robert Lewandowski      | Bayern Monaco   |
| 3      | 990'           | Jérôme Boateng          | Bayern Monaco   |
| 3      | 1156'          | Carlos Tévez            | Juventus        |
| 2      | 396'           | Alex Oxlade-Chamberlain | Arsenal         |

## Squadra della stagione[6]
| Ruolo | Naz.                  | Giocatore             | Squadra     |
| ----- | --------------------- | --------------------- | ----------- |
| P     | Germania (bandiera)   | Marc-André ter Stegen | Barcellona  |
| P     | Italia (bandiera)     | Gianluigi Buffon      | Juventus    |
| D     | Serbia (bandiera)     | Branislav Ivanović    | Chelsea     |
| D     | Spagna (bandiera)     | Gerard Piqué          | Barcellona  |
| D     | Argentina (bandiera)  | Javier Mascherano     | Barcellona  |
| D     | Italia (bandiera)     | Giorgio Chiellini     | Juventus    |
| D     | Spagna (bandiera)     | Jordi Alba            | Barcellona  |
| C     | Croazia (bandiera)    | Ivan Rakitić          | Barcellona  |
| C     | Spagna (bandiera)     | Sergio Busquets       | Barcellona  |
| C     | Spagna (bandiera)     | Andrés Iniesta        | Barcellona  |
| C     | Italia (bandiera)     | Claudio Marchisio     | Juventus    |
| C     | Italia (bandiera)     | Andrea Pirlo          | Juventus    |
| C     | Germania (bandiera)   | Toni Kroos            | Real Madrid |
| A     | Uruguay (bandiera)    | Luis Suárez           | Barcellona  |
| A     | Argentina (bandiera)  | Lionel Messi          | Barcellona  |
| A     | Brasile (bandiera)    | Neymar                | Barcellona  |
| A     | Spagna (bandiera)     | Álvaro Morata         | Juventus    |
| A     | Portogallo (bandiera) | Cristiano Ronaldo     | Real Madrid |